# 魏永景 (少將)
魏永景，男，湖南人。中國大陸軍事人物，政治人物，中共黨員。
原湖南省軍區副政委，郴州軍分區政委。魏永景是中國人民解放軍少將，多次參加搶險救災工作。